# Małowuj
Małowuj – staropolskie imię męskie, złożone z dwóch członów: Mało- i -wuj ("wuj").